# Anna Berecz
Dans le nom hongrois Berecz Anna, le nom de famille précède le prénom, mais cet article utilise l’ordre habituel en français Anna Berecz, où le prénom précède le nom.
Anna Berecz, née le 4 septembre 1988 à Budapest, est une skieuse alpine hongroise. 

## Biographie
Elle a appris le ski à l'école de ski de Fogaras, puis a rejoint le club MTK.
Active dans les compétitions de la FIS depuis 2003, elle connaît sa première expérience au plus haut niveau en 2007 aux Championnats du monde à Åre. En janvier 2008, elle apparaît dans quatre courses de la Coupe du monde en slalom et slalom géant.
Depuis, elle a pris part aux Championnats du monde en 2009, 2011, 2013 et 2015, où son meilleur résultat est 27e du super combiné en 2011 à Garmisch-Partenkirchen. Berecz concourt aux Jeux olympiques d'hiver de 2010 à Vancouver, où elle termine quatre des cinq courses auxquelles elle participe et aux Jeux olympiques d'hiver de 2014 à Sotchi, où elle est de nouveau présente sur toutes les courses au programme, pour se placer 21e du super combiné.
Elle a étudiante à l'Académie du ski à Schladming, avant de déménager en Alaska et étudier à Anchorage.

## Palmarès

### Jeux olympiques
| Épreuve / Édition | Vancouver 2010 | Sotchi 2014 |
| Descente          | 35e            | 35e         |
| Super G           | Abandon        | 28e         |
| Slalom géant      | 42e            | 48e         |
| Slalom            | 45e            | 35e         |
| Super combiné     | 27e            | 21e         |

### Championnats du monde
| Épreuve / Édition                    | Descente | Super G | Slalom géant | Slalom  | Super combiné |
| Mondiaux 2007 Åre                    | -        | -       | 53e          | 42e     | -             |
| Mondiaux 2009 Val d'Isère            | -        | 34e     | 39e          | Abandon | -             |
| Mondiaux 2011 Garmisch-Partenkirchen | 33e      | 36e     | 62e          | 39e     | 27e           |
| Mondiaux 2013 Schladming             | -        | -       | 48e          | 58e     | -             |
| Mondiaux 2015 Beaver Creek           | -        | -       | 69e          | 54e     | -             |